# ويليام لورانس (سياسي أسترالي)
ويليام لورانس (بالإنجليزية: William Lawrence)‏ هو طبيب أسنان وسياسي أسترالي، ولد في 28 يوليو 1906 بهورشام في أستراليا، وتوفي في 13 يناير 2004. حزبياً، نشط في الحزب الليبرالي الأسترالي. وقد انتخب عضو مجلس النواب الأسترالي عن دائرة Division of Wimmera ‏ (10 ديسمبر 1949 – 22 نوفمبر 1958).